# 1073 Gellivara
1073 Gellivara este un asteroid din centura principală, descoperit pe 14 septembrie 1923, de Johann Palisa.